# Paulinenstift Nastätten
Das Paulinenstift ist ein Krankenhaus in Nastätten. Es verfügt über sieben Kliniken mit insgesamt 60 Betten und ist Teil des Gemeinschaftsklinikums Mittelrhein, ein 2014 gegründeter Klinikverbund der Maximalversorgung. Am Standort Nastätten arbeiten rund 150 Mitarbeiter und versorgen jährlich rund 3.200 Patienten stationär (inklusive teilstationär) sowie 11.000 Patienten ambulant (inkl. ambulante OP).

## Geschichte

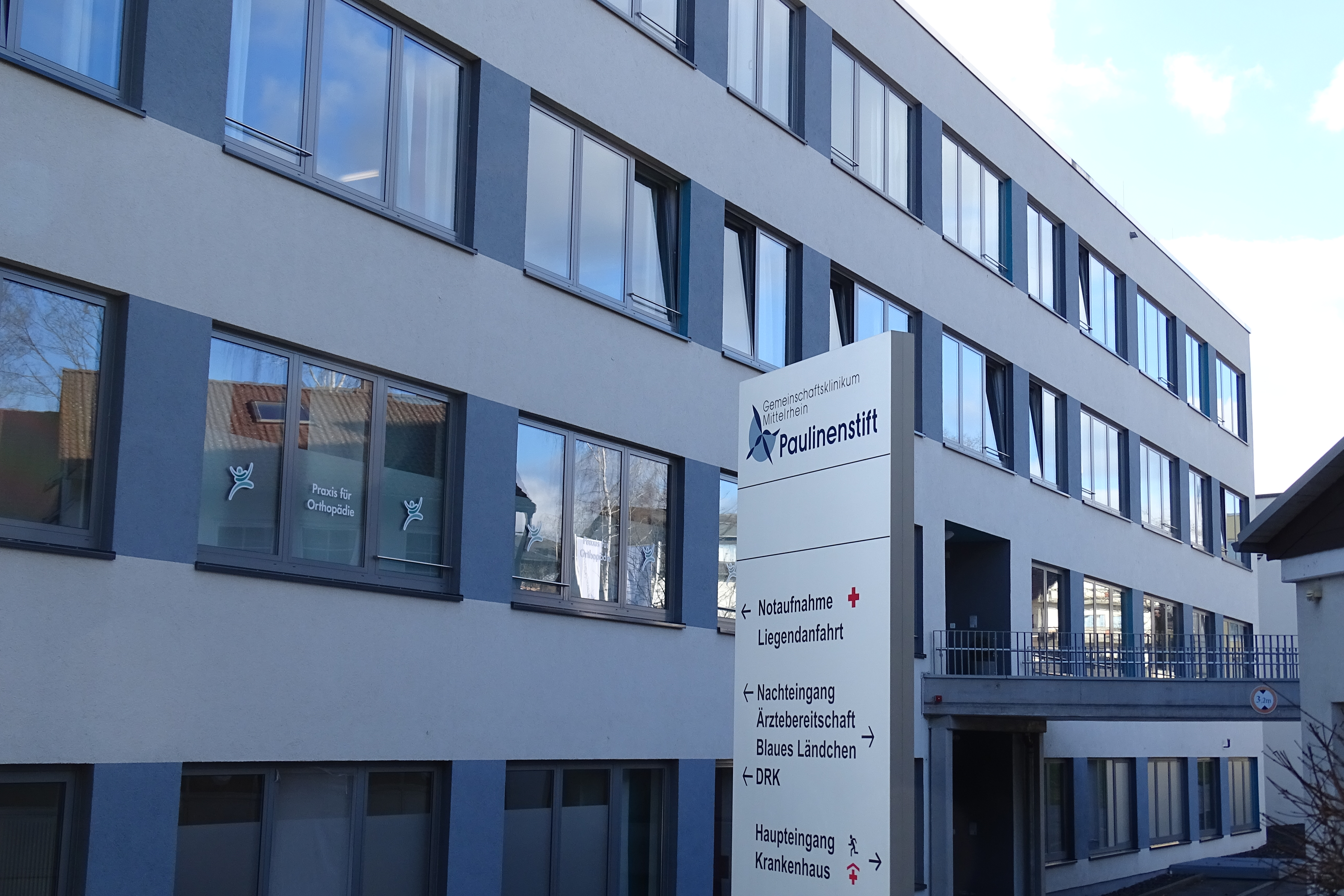
Paulinenstift Nastätten

Die Grundsteinlegung erfolgte im Jahr 1904. Erbauer und Betreiber des Krankenhauses in Nastätten war zunächst der Landkreis. Die Nassauische Diakonissen-Mutterhaus Paulinenstiftung, die im Jahr 1857 in Wiesbaden auf Anregung der Herzogin von Nassau, Pauline von Württemberg, gegründet worden war, übernahm am 9. Januar 1921 das Krankenhaus vom Landkreis. Das Stift wurde 1974 umbenannt und trägt seitdem den Namen Diakoniegemeinschaft Paulinenstift.
Im Jahr 2003 schloss sich das Paulinenstift mit dem Evangelischen Stift St. Martin in Koblenz und dem Gesundheitszentrum zum Heiligen Geist in Boppard zum „Stiftungsklinikum Mittelrhein“ zusammen. Der Klinikverbund wurde 2014 um den Kemperhof in Koblenz und das Krankenhaus St. Elisabeth in Mayen erweitert. Der neue und größere Klinikverbund trägt den Namen Gemeinschaftsklinikum Mittelrhein.

## Medizinische Abteilungen
Das Krankenhaus verfügt über die folgenden Kliniken:
- Innere Medizin
- Palliativmedizin
- Innere Medizin – Akutgeriatrie
- Chirurgie
- Anästhesie, Intensiv- und Notfallmedizin, Schmerztherapie
- Hals-Nasen-Ohren-Heilkunde
- Frauenheilkunde

In den Räumlichkeiten des Krankenhauses wird außerdem durch das konzernzugehörige Medizinische Versorgungszentrum (MVZ) Mittelrhein das ambulante Angebot mit der Praxis für Orthopädie ergänzt.
In räumlicher nähe zum Krankenhaus wird die Senioreneinrichtung Wohnpark am Paulinenstift durch die Tochtergesellschaft Seniocura GmbH betrieben. Hierzu gehört eine Seniorenwohnanlage mit 73 vollstationären Plätzen und elf Wohneinheiten für seniorengerechtes Wohnen. Ferner werden dort Gäste in der Kurzzeitpflege sowie in der Tages-, Nacht- und Stundenpflege betreut.